# Grand Prix automobile du Japon 2007
GP précédent GP suivant
Le Grand Prix automobile du Japon 2007 (2007 Formula 1 Fuji Television Japanese Grand Prix). disputé sur le circuit du Mont Fuji le 30 septembre 2007 est la 783e épreuve du championnat du monde de Formule 1 courue depuis 1950 et la quinzième manche du championnat 2007.

## Désignation du circuit

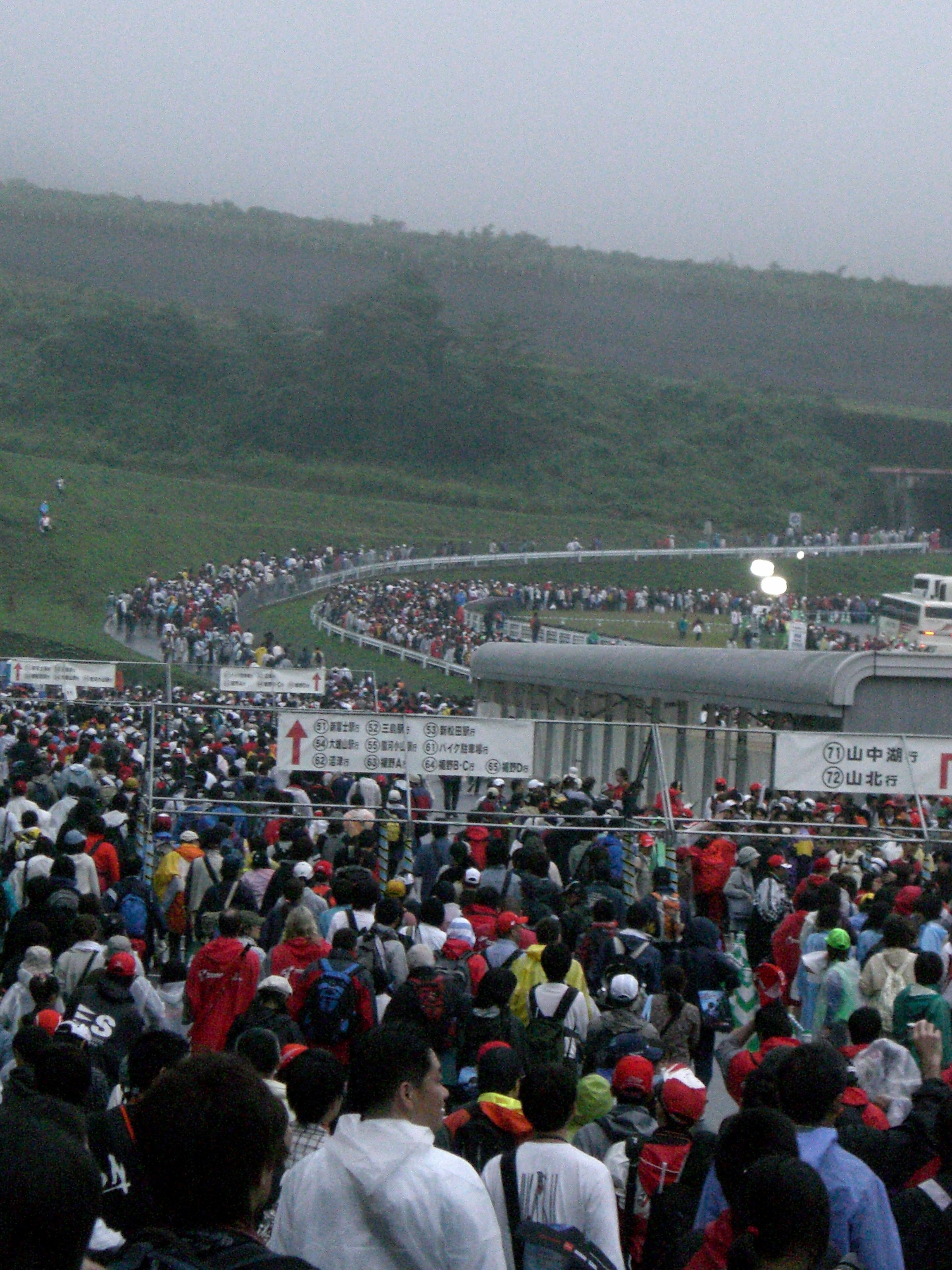
Entrée est du Fuji Speedway le 29 septembre 2007.

Le 24 mars 2006, Toyota annonce que le Grand Prix du Japon 2007 se déroulera sur le circuit du Mont Fuji, qui lui appartient, selon un accord signé entre Akihiko Saito, directeur exécutif du Fuji Speedway, et son homologue de la Formula One Administration (FOA), Bernie Ecclestone. Le Mont Fuji remplace Suzuka qui accueillait la manche japonaise depuis 1987. Un retour du Grand Prix du Pacifique est évoqué pour permettre à Suzuka de rester au calendrier mais il n'en sera rien,. 
Le circuit du Mont Fuji a accueilli les deux premiers Grands Prix du Japon en 1976 et 1977. Toyota, qui a racheté le circuit en 2000, entreprend à partir de 2005, de lourds travaux afin de le mettre aux normes. Le tracé de 4,563 km de développement est redessiné par Hermann Tilke et intègre des zones de dégagement en lieu et place des anciens bacs à gravier. Tilke conserve la longue ligne droite de 1,5 km, la plus longue de la Formule 1. Le circuit rouvre ses portes en avril 2006. 

## Essais libres

### Vendredi matin

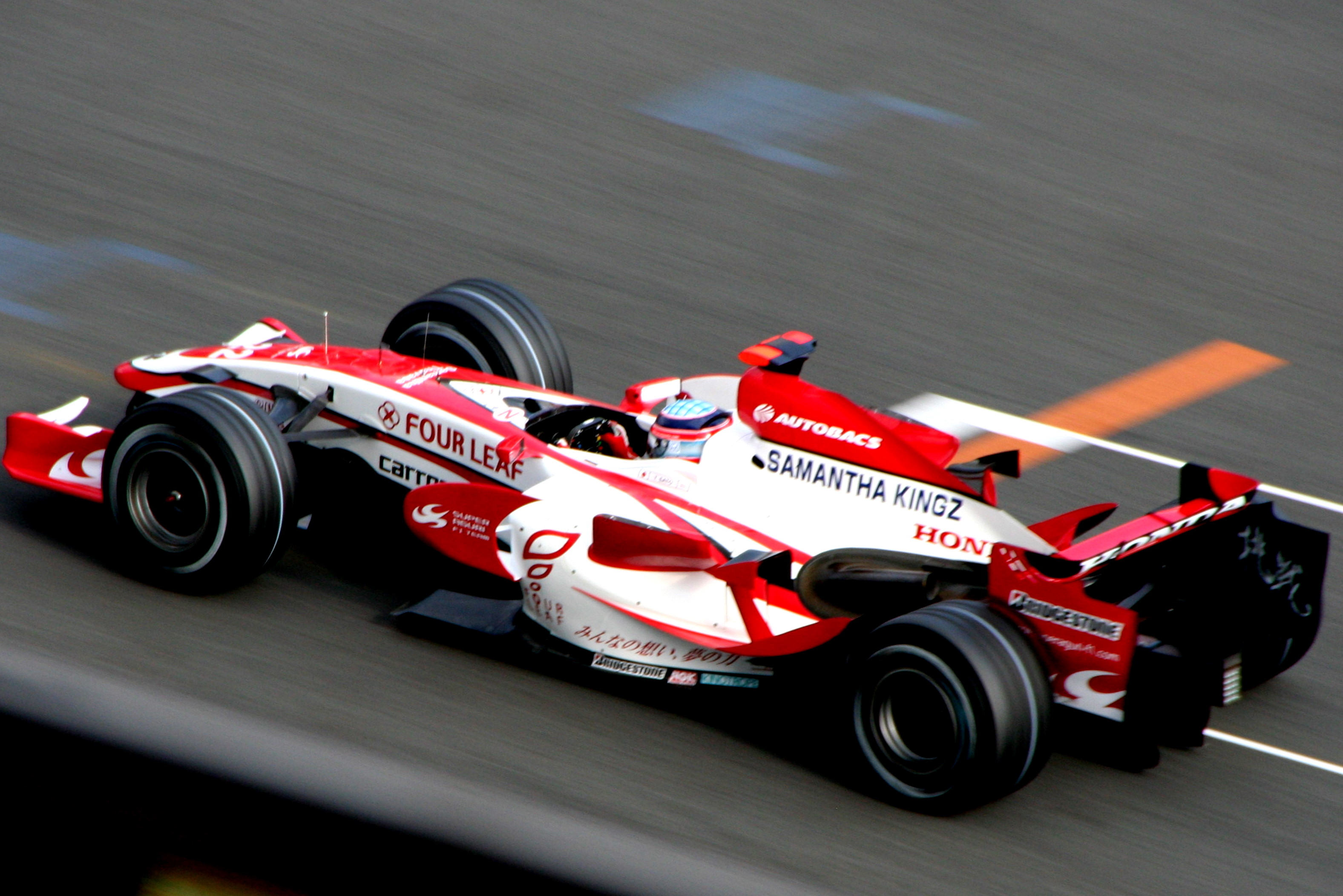
Takuma Satō pour son GP national.

La première séance se déroule par un temps nuageux avec des températures atteignant 24 °C dans l'air et 39 °C sur la piste. Les Ferrari de Kimi Raïkkönen et de Felipe Massa réalisent les meilleurs temps devant les McLaren-Mercedes de Fernando Alonso et de Lewis Hamilton.
| Pos. | Pilote          | Voiture          | Chrono         | Écart     |
| ---- | --------------- | ---------------- | -------------- | --------- |
| 1    | Kimi Räikkönen  | Ferrari          | 1 min 19 s 119 |           |
| 2    | Felipe Massa    | Ferrari          | 1 min 19 s 489 | + 0 s 379 |
| 3    | Fernando Alonso | McLaren-Mercedes | 1 min 19 s 667 | + 0 s 548 |
| 4    | Lewis Hamilton  | McLaren-Mercedes | 1 min 19 s 807 | + 0 s 688 |
| 5    | Nico Rosberg    | Williams-Toyota  | 1 min 20 s 058 | + 0 s 939 |
| 6    | Robert Kubica   | BMW Sauber       | 1 min 20 s 297 | + 1 s 178 |

### Vendredi après-midi

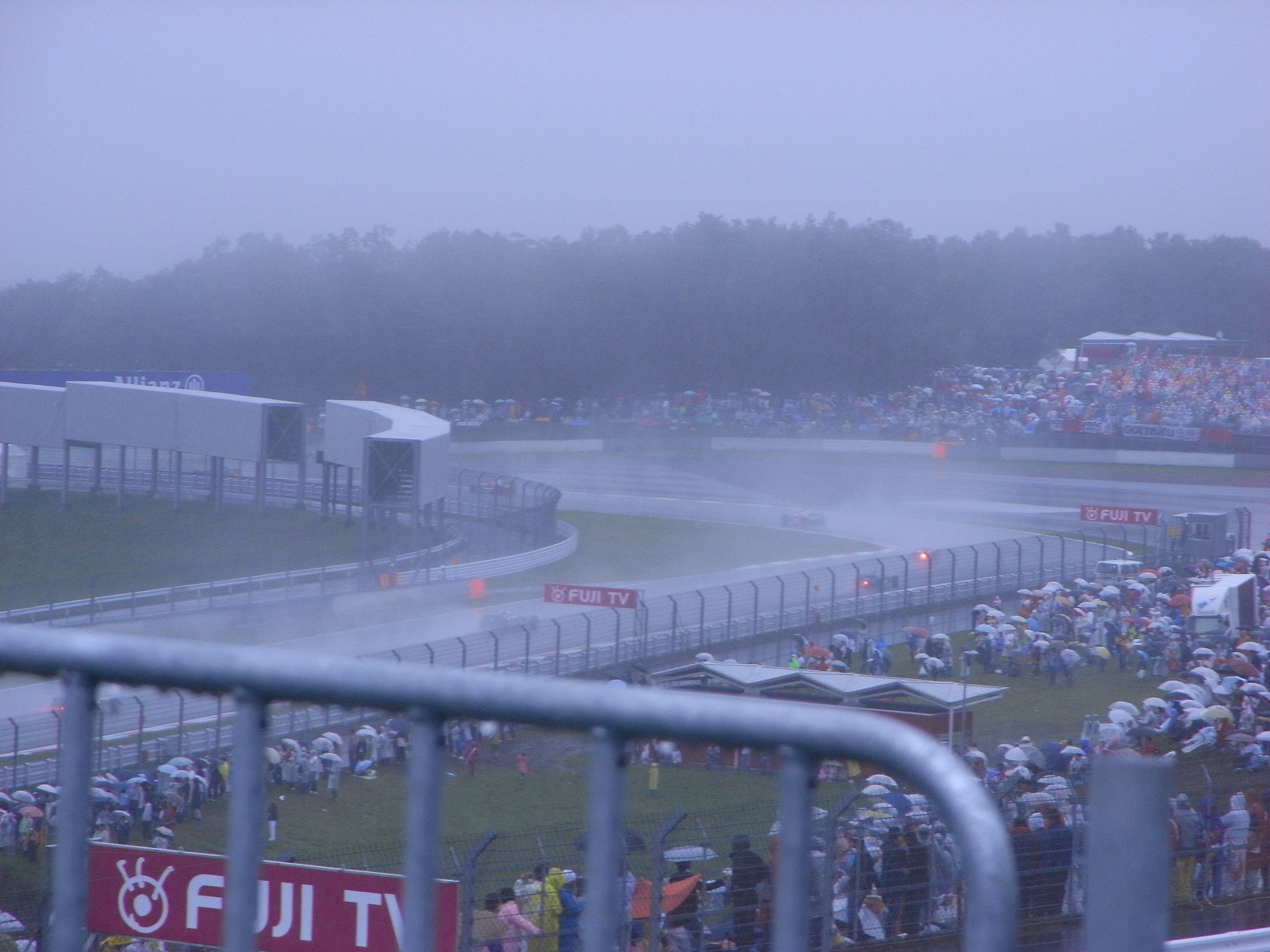
Les conditions météo se révèlent très difficiles.

La deuxième séance des essais libres se déroule sous un ciel menaçant mais la pluie ne vient pas contrarier les pilotes. Les températures atteignent 26 °C dans l'air et 46 °C sur la piste. Lewis Hamilton réalise le meilleur temps devant Fernando Alonso et les deux Ferrari. Lors de cette deuxième séance, Nico Rosberg est contraint de changer le moteur Toyota de sa Williams et écope d'une pénalité de dix places sur la grille de départ.
| Pos. | Pilote            | Voiture          | Chrono         | Écart     |
| ---- | ----------------- | ---------------- | -------------- | --------- |
| 1    | Lewis Hamilton    | McLaren-Mercedes | 1 min 18 s 734 |           |
| 2    | Fernando Alonso   | McLaren-Mercedes | 1 min 18 s 948 | + 0 s 214 |
| 3    | Felipe Massa      | Ferrari          | 1 min 19 s 483 | + 0 s 749 |
| 4    | Jarno Trulli      | Toyota           | 1 min 19 s 711 | + 0 s 977 |
| 5    | Kimi Räikkönen    | Ferrari          | 1 min 19 s 714 | + 0 s 980 |
| 6    | Heikki Kovalainen | Renault          | 1 min 19 s 789 | + 1 s 055 |

### Samedi matin
Les mauvaises conditions météorologiques du samedi matin empêchent nombre de pilotes de réaliser un tour chronométré lancé. Seuls Wurz, Trulli et Rosberg couvrent trois tours, les autres pilotes n'en ont couvert qu'un ou deux ; Räikkönen n'a pas pris le volant de sa monoplace.
| Pos. | Pilote         | Voiture         | Chrono         | Écart     |
| ---- | -------------- | --------------- | -------------- | --------- |
| 1    | Alexander Wurz | Williams-Toyota | 1 min 32 s 756 |           |
| 2    | Nico Rosberg   | Williams-Toyota | 1 min 34 s 758 | + 2 s 012 |
| 3    | Jarno Trulli   | Toyota          | 1 min 36 s 150 | + 3 s 404 |

## Grille de départ

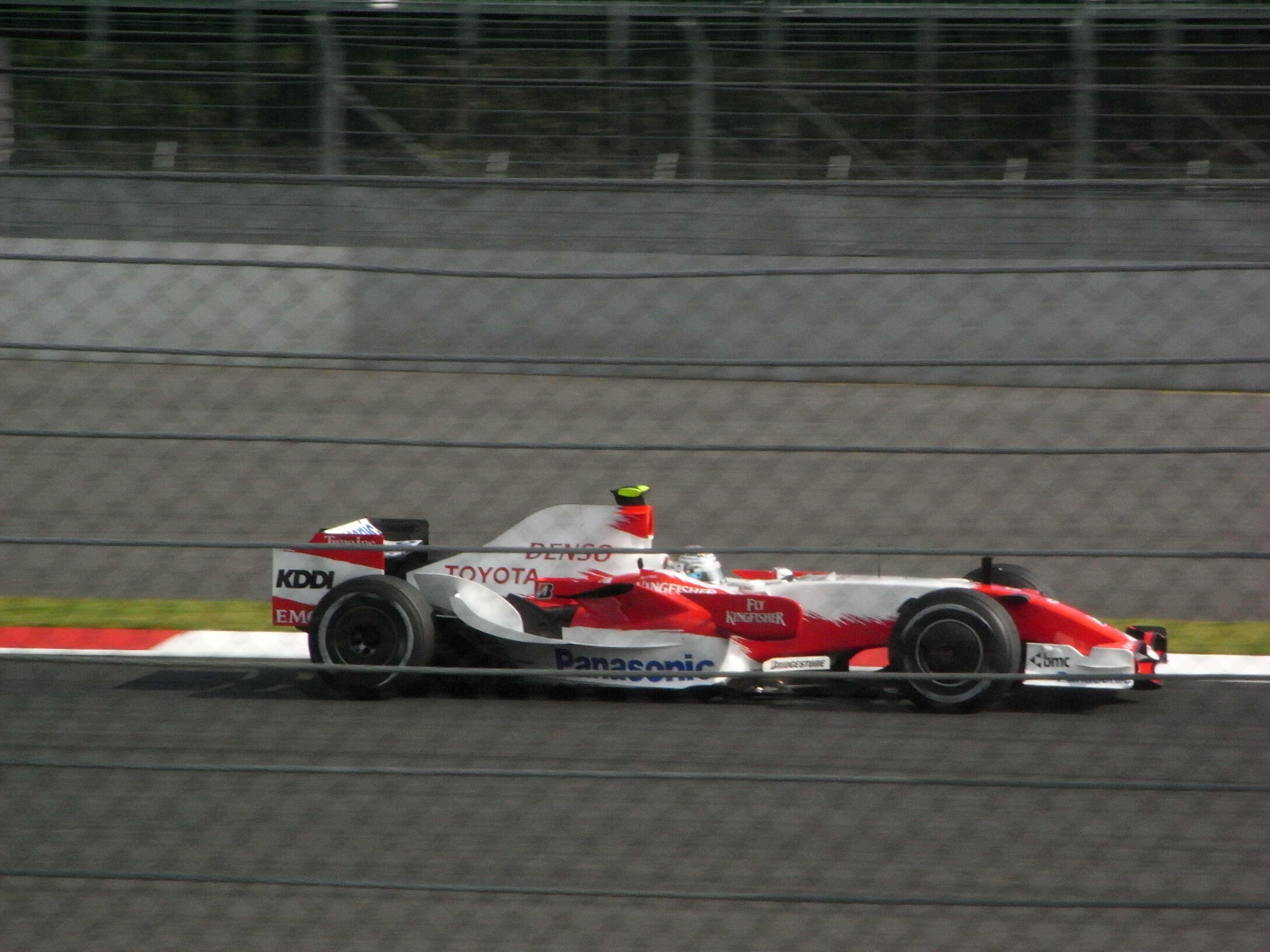
Une Toyota sur son circuit.

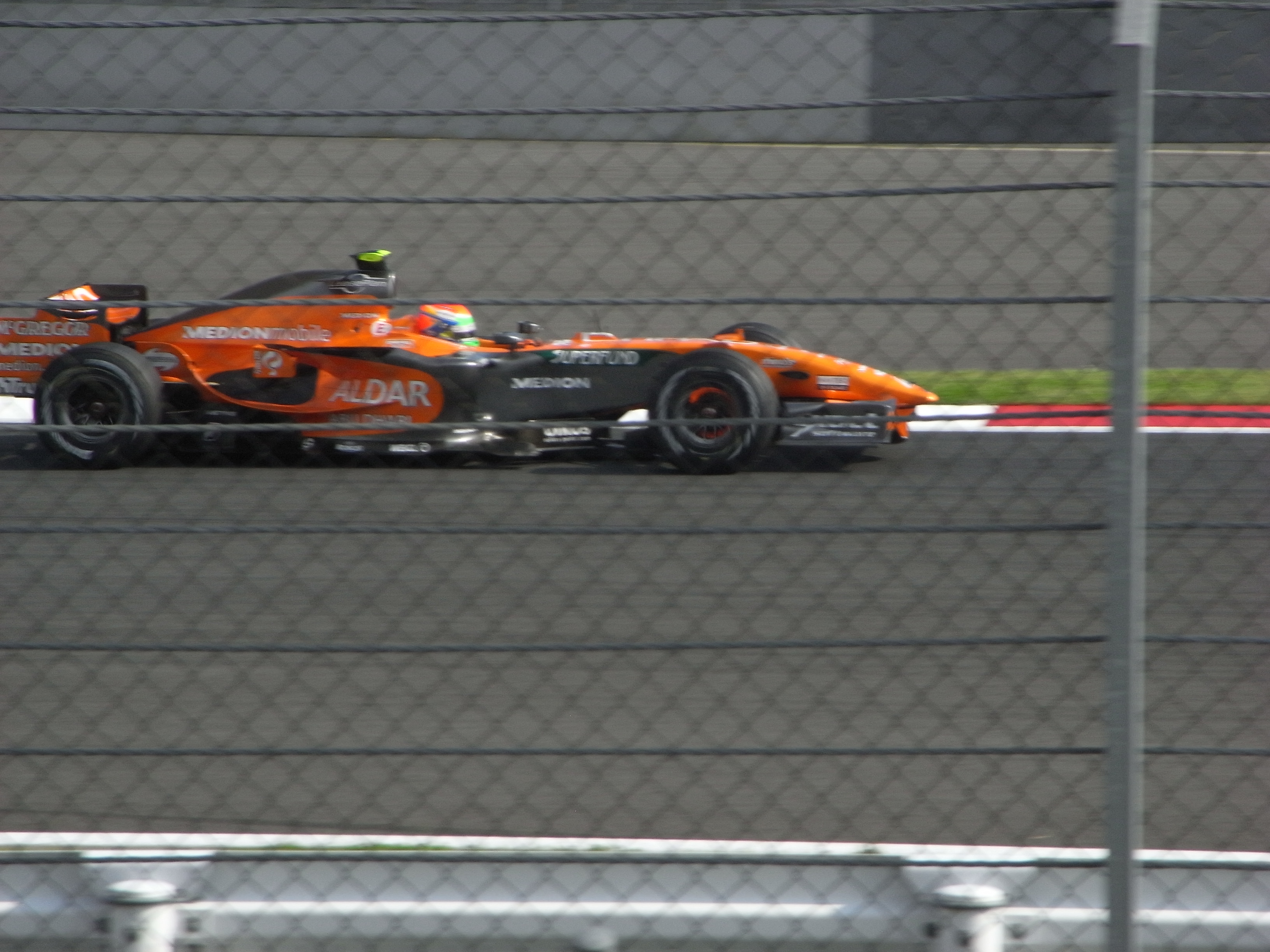
Spyker à Fuji.

Au départ de la séance de qualification du Grand Prix, la météo n'est guère plus clémente que le matin. Il pleut toujours sur la piste du mont Fuji et le brouillard est toujours présent. 
Les conditions météorologiques lors de la séance de qualifications sont tellement catastrophiques que le meilleur temps réalisé (Hamilton en Q2) est plus lent de 6 secondes que le meilleur temps des essais libres (Hamilton le vendredi après-midi).
Nico Rosberg, auteur du sixième temps de la séance qualificative, est pénalisé d'un recul de dix places sur la grille de départ pour avoir changé de moteur. Il doit s'élancer en seizième position.

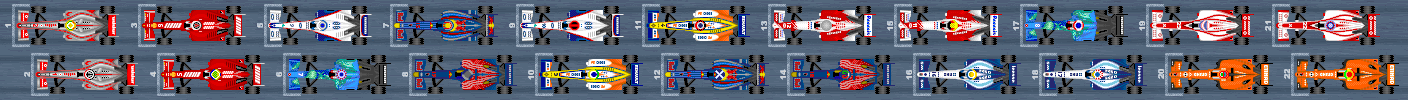
La grille de départ du Grand Prix.

| Pos. | Pilote               | Écurie             | Qualifications 1 | Qualifications 2 | Qualifications 3 |
| ---- | -------------------- | ------------------ | ---------------- | ---------------- | ---------------- |
| 1    | Lewis Hamilton       | McLaren-Mercedes   | 1 min 25 s 489   | 1 min 24 s 753   | 1 min 25 s 368   |
| 2    | Fernando Alonso      | McLaren-Mercedes   | 1 min 25 s 379   | 1 min 24 s 806   | 1 min 25 s 438   |
| 3    | Kimi Räikkönen       | Ferrari            | 1 min 25 s 390   | 1 min 24 s 988   | 1 min 25 s 516   |
| 4    | Felipe Massa         | Ferrari            | 1 min 25 s 359   | 1 min 25 s 049   | 1 min 25 s 765   |
| 5    | Nick Heidfeld        | BMW Sauber         | 1 min 25 s 971   | 1 min 25 s 248   | 1 min 26 s 505   |
| 6    | Nico Rosberg *       | Williams-Toyota    | 1 min 26 s 579   | 1 min 25 s 816   | 1 min 26 s 728   |
| 7    | Jenson Button        | Honda              | 1 min 26 s 614   | 1 min 25 s 454   | 1 min 26 s 913   |
| 8    | Mark Webber          | Red Bull-Renault   | 1 min 25 s 970   | 1 min 25 s 535   | 1 min 26 s 914   |
| 9    | Sebastian Vettel     | Toro Rosso-Ferrari | 1 min 26 s 065   | 1 min 25 s 909   | 1 min 26 s 973   |
| 10   | Robert Kubica        | BMW Sauber         | 1 min 26 s 300   | 1 min 25 s 530   | 1 min 27 s 225   |
| 11   | Giancarlo Fisichella | Renault            | 1 min 26 s 909   | 1 min 26 s 033   |                  |
| 12   | Heikki Kovalainen    | Renault            | 1 min 27 s 223   | 1 min 26 s 232   |                  |
| 13   | David Coulthard      | Red Bull-Renault   | 1 min 26 s 904   | 1 min 26 s 247   |                  |
| 14   | Jarno Trulli         | Toyota             | 1 min 26 s 711   | 1 min 26 s 253   |                  |
| 15   | Vitantonio Liuzzi    | Toro Rosso-Ferrari | 1 min 27 s 234   | 1 min 26 s 948   |                  |
| 16   | Ralf Schumacher      | Toyota             | 1 min 27 s 191   | Pas de temps     |                  |
| 17   | Rubens Barrichello   | Honda              | 1 min 27 s 323   |                  |                  |
| 18   | Alexander Wurz       | Williams-Toyota    | 1 min 27 s 454   |                  |                  |
| 19   | Anthony Davidson     | Super Aguri-Honda  | 1 min 27 s 564   |                  |                  |
| 20   | Adrian Sutil         | Spyker-Ferrari     | 1 min 28 s 628   |                  |                  |
| 21   | Takuma Satō          | Super Aguri-Honda  | 1 min 28 s 792   |                  |                  |
| 22   | Sakon Yamamoto       | Spyker-Ferrari     | 1 min 29 s 668   |                  |                  |

## Course

### Classement de la course
| Pos. | no | Pilote               | Écurie             | Tours | Temps/Abandon                      | Grille  | Points |
| ---- | -- | -------------------- | ------------------ | ----- | ---------------------------------- | ------- | ------ |
| 1    | 2  | Lewis Hamilton       | McLaren-Mercedes   | 67    | 2 h 00 min 34 s 579 (152,130 km/h) | 1       | 10     |
| 2    | 4  | Heikki Kovalainen    | Renault            | 67    | + 8 s 377                          | 11      | 8      |
| 3    | 6  | Kimi Räikkönen       | Ferrari            | 67    | + 9 s 478                          | 3       | 6      |
| 4    | 14 | David Coulthard      | Red Bull-Renault   | 67    | + 20 s 297                         | 12      | 5      |
| 5    | 3  | Giancarlo Fisichella | Renault            | 67    | + 38 s 864                         | 10      | 4      |
| 6    | 5  | Felipe Massa         | Ferrari            | 67    | + 49 s 042                         | 4       | 3      |
| 7    | 10 | Robert Kubica        | BMW Sauber         | 67    | + 49 s 285                         | 9       | 2      |
| 8    | 20 | Adrian Sutil         | Spyker-Ferrari     | 67    | + 1 min 00 s 129                   | 19      | 1      |
| 9    | 18 | Vitantonio Liuzzi    | Toro Rosso-Ferrari | 67    | + 1 min 20 s 622                   | Pitlane |        |
| 10   | 8  | Rubens Barrichello   | Honda              | 67    | + 1 min 28 s 342                   | 16      |        |
| 11   | 7  | Jenson Button        | Honda              | 66    | + 1 tour (Suspension)              | 6       |        |
| 12   | 21 | Sakon Yamamoto       | Spyker-Ferrari     | 66    | + 1 tour                           | 21      |        |
| 13   | 12 | Jarno Trulli         | Toyota             | 66    | + 1 tour                           | 13      |        |
| 14   | 10 | Nick Heidfeld        | BMW Sauber         | 65    | + 2 tours (Problème mécanique)     | 5       |        |
| 15   | 22 | Takuma Satō          | Super Aguri-Honda  | 65    | + 2 tours (Accident)               | 20      |        |
| Abd. | 11 | Ralf Schumacher      | Toyota             | 55    | Crevaison                          | 14      |        |
| Abd. | 23 | Anthony Davidson     | Super Aguri-Honda  | 54    | Problème d'accélérateur            | 18      |        |
| Abd. | 16 | Nico Rosberg         | Williams-Toyota    | 49    | Électronique                       | 15      |        |
| Abd. | 19 | Sebastian Vettel     | Toro Rosso-Ferrari | 46    | Accrochage avec Webber             | 8       |        |
| Abd. | 15 | Mark Webber          | Red Bull-Renault   | 45    | Accrochage avec Vettel             | 7       |        |
| Abd. | 1  | Fernando Alonso      | McLaren-Mercedes   | 41    | Accident                           | 2       |        |
| Abd. | 17 | Alexander Wurz       | Williams-Toyota    | 19    | Accident                           | 17      |        |

Note:
- Vitantonio Liuzzi, 8e sous le drapeau à damiers, a été pénalisé de 25 secondes pour avoir doublé Adrian Sutil sous drapeau jaune au 55e tour. Il a donc été rétrogradé à la 9e place[14]. La Scuderia Toro Rosso a fait appel de la sanction, qui a été confirmée le 13 octobre[15],[16],[17].

### Pole position et record du tour
- Pole position :  Lewis Hamilton (McLaren-Mercedes) en 1 min 25 s 368 (vitesse moyenne : 192,423 km/h). Le meilleur temps des qualifications a été établi par Hamilton lors de la Q2 en 1 min 24 s 753[18].
- Meilleur tour en course :  Lewis Hamilton (McLaren-Mercedes) en 1 min 28 s 193 au 27e tour (vitesse moyenne : 186,260 km/h)[19].

### Tours en tête
- Lewis Hamilton (McLaren-Mercedes) : 55 tours (1-28 / 41-67) ;
- Sebastian Vettel (Toro Rosso-Ferrari) : 3 tours (29-31) ;
- Mark Webber (Red Bull-Renault) : 5 tours (32-36) ;
- Heikki Kovalainen (Renault) : 3 tours (37-39) ;
- Giancarlo Fisichella (Renault) : 1 tour (40)[20].

## Classements généraux à l'issue de la course
| Pos. | Pilote               | Écurie            | Points |
| ---- | -------------------- | ----------------- | ------ |
| 1    | Lewis Hamilton       | McLaren-Mercedes  | 107    |
| 2    | Fernando Alonso      | McLaren-Mercedes  | 95     |
| 3    | Kimi Räikkönen       | Ferrari           | 90     |
| 4    | Felipe Massa         | Ferrari           | 80     |
| 5    | Nick Heidfeld        | BMW Sauber        | 56     |
| 6    | Robert Kubica        | BMW Sauber        | 35     |
| 7    | Heikki Kovalainen    | Renault           | 30     |
| 8    | Giancarlo Fisichella | Renault           | 21     |
| 9    | Nico Rosberg         | Williams-Toyota   | 15     |
| 10   | David Coulthard      | Red Bull-Renault  | 13     |
| 11   | Alexander Wurz       | Williams-Toyota   | 13     |
| 12   | Mark Webber          | Red Bull-Renault  | 10     |
| 13   | Jarno Trulli         | Toyota            | 7      |
| 14   | Ralf Schumacher      | Toyota            | 5      |
| 15   | Takuma Satō          | Super Aguri-Honda | 4      |
| 16   | Jenson Button        | Honda             | 2      |
| 17   | Adrian Sutil         | Spyker-Ferrari    | 1      |
| 18   | Sebastian Vettel     | BMW Sauber        | 1      |

| Pos. | Écurie            | Points |
| ---- | ----------------- | ------ |
| 1    | Ferrari           | 170    |
| 2    | BMW Sauber        | 92     |
| 3    | Renault           | 51     |
| 4    | Williams-Toyota   | 28     |
| 5    | Red Bull-Renault  | 23     |
| 6    | Toyota            | 12     |
| 7    | Super Aguri-Honda | 4      |
| 8    | Honda             | 2      |
| 9    | Spyker-Ferrari    | 1      |

Le 13 septembre 2007, dans le cadre de l'affaire d'espionnage, le Conseil Mondial de la FIA a privé McLaren de tous ses points acquis depuis le début de la saison.

## Statistiques
Le Grand Prix du Japon 2007 représente : 
- la 4e victoire de sa carrière pour Lewis Hamilton[23] ;
- la 5e pole position de sa carrière pour Lewis Hamilton[24] ;
- le 1er hat trick de sa carrière pour Lewis Hamilton[25] ;
- la 156e victoire pour McLaren en tant que constructeur[26] ;
- la 61e victoire pour Mercedes en tant que motoriste[27] ;
- le 1er podium pour Heikki Kovalainen (2e place)[28] ;
- le 1er point de sa carrière pour Adrian Sutil[29] ;
- les 1ers tours en tête d'un GP pour Sebastian Vettel qui devient, à 20 ans 2 mois et 27 jours, le plus jeune pilote à avoir mené un Grand Prix (il détrône Fernando Alonso qui avait mené le GP de Malaisie 2003 à 21 ans 7 mois et 22 jours)[30] ;
- le 1er et unique point au championnat du monde d'une Spyker ;
- les 1ers tours en tête d'une Toro Rosso (avec Vettel) ;
- la 1re qualification d'une Toro Rosso dans le top 10 (8e position sur la grille pour Sebastian Vettel).
- le 1er podium de Renault cette saison (Heikki Kovalainen à la 2e place) ;
- le 1er abandon pour Fernando Alonso cette saison. Il avait terminé toutes les courses précédentes dans les points et n'avait pas connu d'abandon depuis 17 GP (Italie 2006).

Au cours de ce Grand Prix :
- Le départ de l'épreuve a été donné derrière la voiture de sécurité qui est restée en piste jusqu'au 19e tour.
- Mark Webber, qui souffrait des conséquences d'une intoxication alimentaire a vomi dans son casque durant la première neutralisation de la course.
- En hommage à son ami récemment décédé dans un accident d'hélicoptère, David Coulthard a participé au Grand Prix avec un casque aux couleurs du pilote de rallye Colin McRae.
- Pour la première fois de l'histoire du championnat du monde, deux Finlandais partagent un podium (Heikki Kovalainen second et Kimi Räikkönen troisième).